# Heath Slater
Heath Miller III, meglio conosciuto con il ring name Heath Slater (Pineville, 15 luglio 1983), è un wrestler statunitense sotto contratto con la Total Nonstop Action Wrestling.
È principalmente ricordato per i suoi trascorsi nella WWE tra il 2010 e il 2020, dove ha vinto una volta il 24/7 Championship, tre volte il Raw Tag Team Championship (con Justin Gabriel) e una volta lo SmackDown Tag Team Championship insieme a Rhyno.

## Carriera

### Circuito indipendente (2005–2006)
Miller si allena sotto la guida di Curtis Hughes nella WWA4 Pro Wrestling School ad Atlanta prima di debuttare nell'agosto del 2004. Mentre è intento ad allenarsi, appare in due momenti dello sketch spettacolo Blue Collar TV. Inizia presto a combattere in federazioni indipendenti del Sud Est, fra la Georgia Championship Wrestling e la NWA Wildside. Mentre combatte nella NWA Wildside, Miller sconfigge Scott Beach e conquista il NWA/GCW Columbus Heavyweight Championship.

### Deep South Wrestling (2006–2007)
Nel dicembre del 2006 Heath Miller firma un contratto di sviluppo con la World Wrestling Entertainment (WWE) e viene trasferito nella Deep South Wrestling di Atlanta, all'epoca territorio di sviluppo della WWE.

### Florida Championship Wrestling (2007–2010)

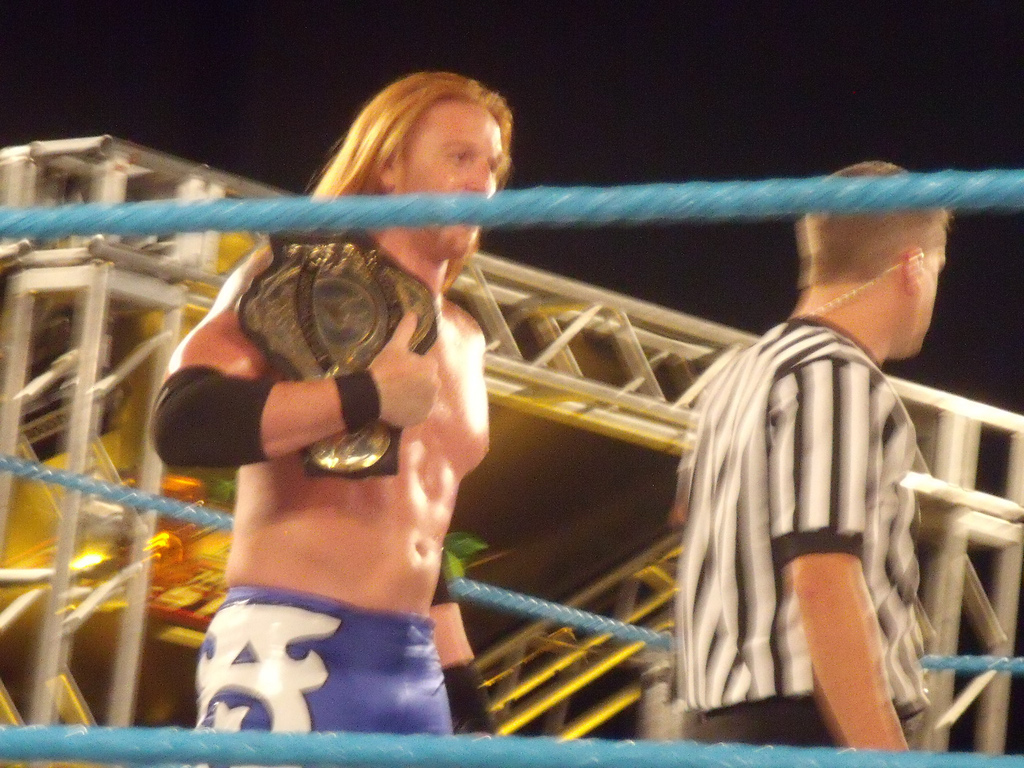
Heath Slater nell'agosto del 2009

Quando la WWE finisce il suo "legame" con la DSW nella primavera del 2007, la WWE crea la Florida Championship Wrestling a Tampa in Florida. Miller è uno dei più di 30 wrestler che trasferiscono da Atlanta a Tampa per entrare a far parte di questa nuova federazione. Nel giugno 2007 appare come manager del talento Shawn McGrath sotto il nome di Heath Wallace Miller Esq. Tuttavia, Miller ci ripensa e usa il suo vero nome sia nella sua carriera da singolo sia come manager di McGrath.
Nel 2007 Miller istituì uno show chiamato "Happy Hour" che andava in onda in qualche puntata di FCW. In una di queste Billy Kidman era l'ospite e Heath disse che la sua carriera di wrestler stava finendo. Ciò creò un feud tra i due e vennero combattuti diversi match con loro come protagonisti. Nel gennaio 2008, Miller inizia a difendere il Southern Heavyweight Champion contro Ted DiBiase. DiBiase rinuncia alla cintura e Miller viene dichiarato ancora campione.
Miller e il suo partner Steve Lewington avanzano alla finale del torneo per inaugurare il nuovo titolo FCW Florida Tag Team Champion nel febbraio 2008. Miller e Steve battono Brandon Groom e Greg Jackson e i Thoroughbreds (Alex Riley e Johnny Curtis) raggiungendo la finale. il 23 febbraio Miller e Lewington perdono contro i Puertorican Nightmares in finale. l'11 settembre con Joe Hennig, Miller vince l'FCW tag team championship. In qualità di campione, cambia il suo nome in Sebastian Slater. Il 30 ottobre 2008 i due perdono i loro titoli contro la Hart Foundation a Tampa in Florida. Il 13 agosto 2009, Miller sconfigge Tyler Reks e diventa FCW Heavyweight champion ma lo perde il 24, dopo un mese e mezzo contro Justin Angel in un 2 out of 3 falls match.
Il 16 febbraio 2010 Slater viene annunciato come uno degli 8 FCW wrestlers che parteciperanno alla prima edizione di NXT, con Christian come mentore. Due settimane dopo, Slater batte Carlito e diventa il primo esordiente NXT a battere un pro in un match singolo. Il 6 aprile Heath Slater vince una gara di trasporto di un barile (che pesava 20 kg). Questo risultato gli permette di avere un match contro una superstar WWE e gli capita Kane contro il quale perde. Il 20 aprile Heath Slater batte Chris Jericho. Nonostante ciò, rimane sempre al quarto posto nella classifica dei pro dell'11 maggio. Viene eliminato da NXT il 25 maggio.

### WWE (2010–2020)

#### Varie alleanze (2010–2011)

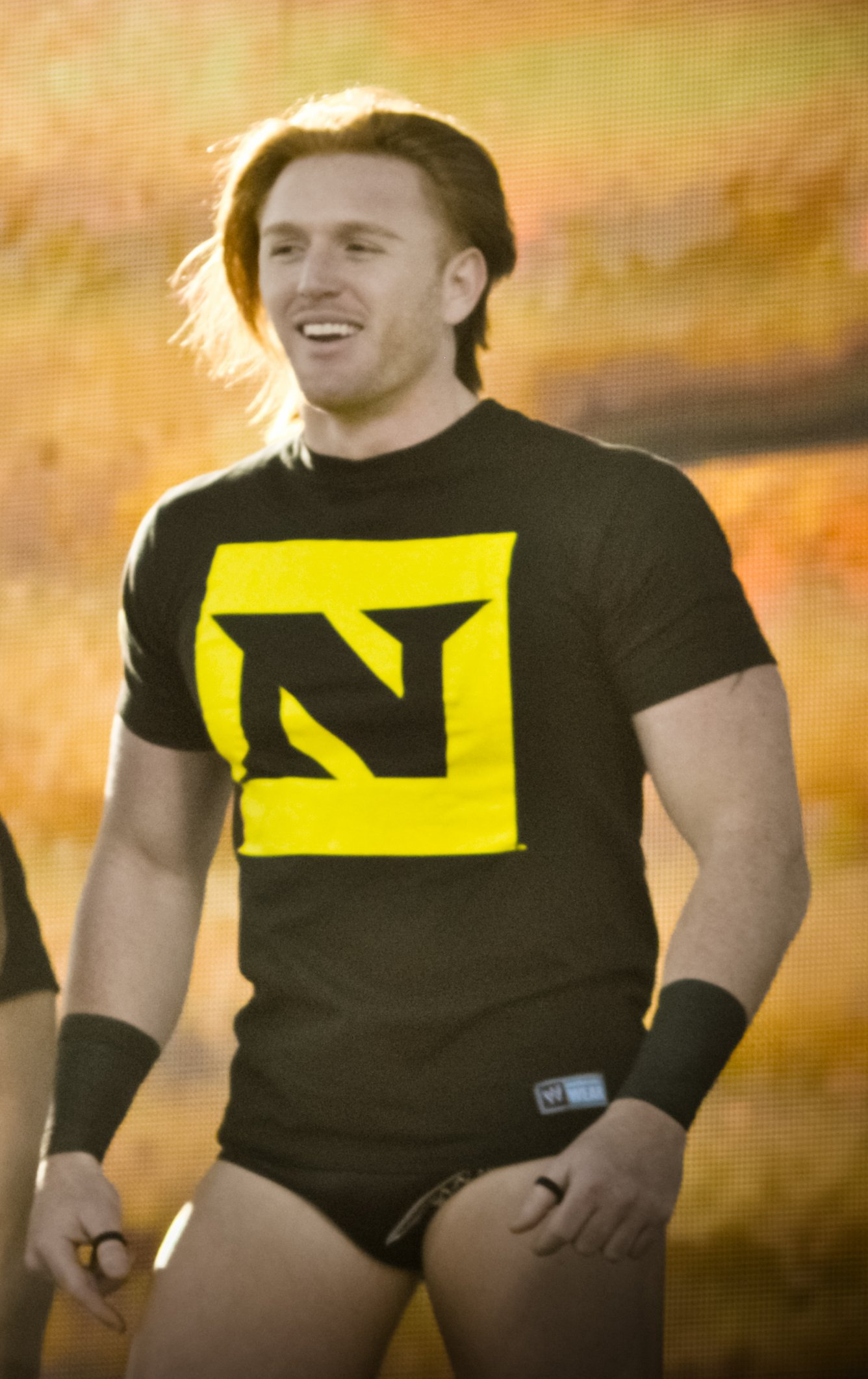
Heath Slater nel dicembre del 2010

Il 16 febbraio 2010, Miller, con il nuovo nome di Heath Slater, è stato annunciato come uno degli otto wrestler della FCW che avrebbero preso parte alla prima stagione di NXT, con Christian come suo mentore. Nella puntata inaugurale di NXT, Slater ha vinto il suo match di debutto quando insieme a Christian ha sconfitto Carlito e Michael Tarver in un tag team match. Due settimane più tardi, Slater ha sconfitto Carlito, diventando il primo rookie di NXT a sconfiggere un pro WWE in un incontro singolo. Nella puntata di NXT del 6 aprile, Slater ha vinto una competizione contro gli altri atleti di NXT, ciò ha permesso a Slater di affrontare Kane, perdendo. Nella puntata di NXT del 25 maggio, Slater è stato eliminato dalla competizione tra i rookie.
Nella puntata di Raw del 7 giugno, Slater e gli altri rookie della prima stagione di NXT hanno compiuto un turn heel quando hanno interferito nel main event della serata tra John Cena e CM Punk, attaccando entrambi, tutti gli addetti della sicurezza, i commentatori Michael Cole e Jerry Lawler e l'annunciatore Justin Roberts. Nella puntata di Raw del 14 giugno, i rookie (tranne Daniel Bryan, che era stato licenziato) hanno attaccato l'allora general manager Bret Hart, in quanto quest'ultimo si era rifiutato di dare ai rookie un contratto.
Sotto il nome di Nexus, i 7 della prima stagione di NXT attaccano superstar della WWE come John Cena, Chris Jericho, Edge, Mark Henry, The Great Khali, membri del management come Justin Roberts, Matt Striker e Vince McMahon e addirittura leggende come Ricky Steamboat. In una puntata di Raw, i 7 del Nexus vincono un 7 on 1 handicap match contro John Cena e in un'altra occasione un 7-man elimination tag team match contro Mark Henry, Goldust, Yoshi Tatsu, Harry Smith, Tyson Kidd, Jerry Lawler e Evan Bourne, con Slater che riesce ad eliminare Jerry Lawler e Harry Smith.
A SummerSlam, i sette del Nexus affronteranno un team composto dalle maggiori superstar della World Wrestling Entertainment. A SummerSlam il Team WWE sconfigge la Nexus. Nella puntata di Raw del 16 agosto, ogni membro dei Nexus dovrà lottare contro un membro del Team WWE a scelta e vincere, pena l'esclusione dalla stable. Slater sfida Edge e riesce a vincere per count out, rimanendo così nei Nexus.
Nella puntata di Raw del 25 ottobre Heath Slater conquista il WWE Tag Team Championship con il suo compagno del Nexus Justin Gabriel, compiendo lo schienamento su David Otunga. A Survivor Series 2010 Justin Gabriel e Heath Slater sconfiggono Vladimir Kozlov e Santino Marella e conservano i WWE Tag Team Championship che però perdono contro gli stessi avversari il 6 dicembre 2010.
Heath Slater si ripresenta insieme agli altri membri del Nexus nella puntata di Raw del 27 dicembre, offrendo una tregua a John Cena; Cena rifiuta e il Nexus lo assale. In questa aggressione Slater colpisce con la sua Sweetness John Cena. Dopo ciò, CM Punk arriva nel ring e si mette la fascia del Nexus, entrando a far parte del gruppo come leader dato che Wade Barrett dopo la sconfitta di WWE TLC è stato cacciato dalla stable. Nella puntata di Raw del 10 gennaio, Heath Slater viene escluso dal Nexus per non aver superato la prova ideata da CM Punk.
Heath Slater, dopo essere stato escluso dal New Nexus, passa al roster di SmackDown! insieme al suo compagno Justin Gabriel. Fa il suo debutto insieme a Justin Gabriel ed Ezekiel Jackson nella puntata del 13 gennaio 2011, attaccando Big Show durante il suo match contro Wade Barrett; il gruppo si presenta ufficialmente con il nome The Corre.
Nella puntata di SmackDown! del 18 febbraio, Slater e Gabriel provano a conquistare i WWE Tag Team Championship ma il match finisce in squalifica quando Wade Barrett ed Ezekiel Jackson interrompono lo schienamento di Santino Marella su Justin Gabriel. A Elimination Chamber 2011 Heath Slater & Justin Gabriel sconfiggono Santino Marella e Vladimir Kozlov conquistando per la seconda volta i WWE Tag Team Championship, ma nella puntata di Raw successiva al PPV, Slater e Gabrel vengono sconfitti da John Cena e The Miz, perdendo subito il titolo; tuttavia, il duo del Corre li riconquista pochi minuti dopo nel rematch sancito dal General Manager.
Il 18 marzo, a SmackDown!, difende il WWE Tag Team Championship dall'assalto di Kane & Big Show per squalifica. Nei tapings di SmackDown del 19 aprile a Londra, in onda il 22 aprile, Justin Gabriel & Heath Slater vengono sconfitti da Big Show & Kane e perdono il WWE Tag Team Championship.
Nella puntata di SmackDown del 10 giugno, Heath Slater e Justin Gabriel escono dal Corre dopo aver perso un 6-man tag team match insieme a Wade Barrett contro Ezekiel Jackson, Jimmy Uso e Jey Uso.
Dopo lo scioglimento del Corre, Justin Gabriel ed Heath Slater rimangono un tag team. I due debuttano con una loro theme song il 17 giugno a Smackdown, perdendo contro Jimmy e Jey Uso. La settimana dopo, però, riescono a vincere il rematch.

#### Faida con le leggende (2011–2012)

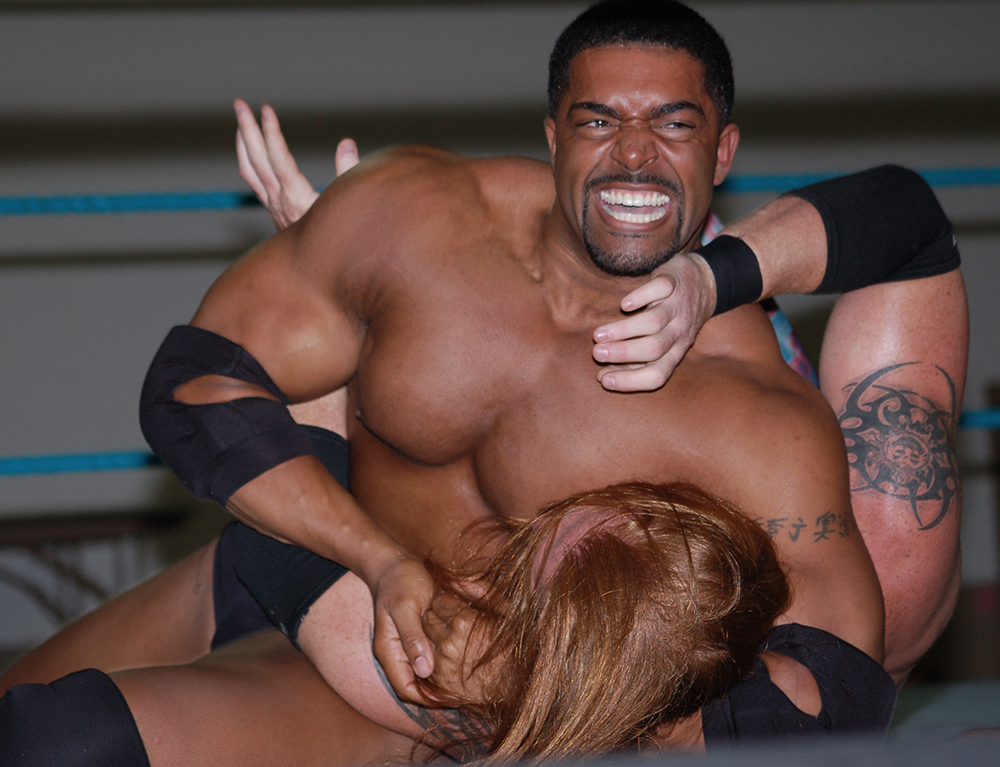
Heath Slater contro David Otunga nel gennaio del 2011

Nella puntata di SmackDown del 15 luglio, il team si scioglie e Slater affronta, perdendo, il suo ex compagno Justin Gabriel. Nel PPV Money in the Bank non riesce a vincere l'omonimo match di SmackDown, vinto da Daniel Bryan. Dopo la separazione da Justin Gabriel, che torna Face, Slater rimane comunque Heel e, il 22 luglio, affronta il vincitore del Money in the Bank, Daniel Bryan, perdendo. Il 20 ottobre viene sospeso per 30 giorni a causa di una violazione del Wellness Program.
Slater fa il suo ritorno nella puntata di SmackDown del 25 novembre, dove affronta Ted DiBiase jr. subendo però una sconfitta, la prima di una lunga serie.
Nella prima puntata di SmackDown del 2012 viene umiliato da Hornswoggle in una Over the top rope Challenge. A fine incontro, frustrato, Slater si avventa sul nano ma viene fermato da Justin Gabriel, suo avversario già da diverse settimane e con il quale inizia una rivalità che lo vede soccombente.
Nella puntata di Raw successiva a No Way Out, interviene nel siparietto dedicato a Cyndi Lauper, interrompendola e dichiarandosi la vera rockstar della WWE. Dopo che si è esibito in quello che, a suo dire, era il suo nuovo singolo, la Lauper gli sbatte il disco d'oro appena ricevuto in testa grazie all'aiuto di Roddy Piper.
Nella puntata di Raw del 2 luglio affronta un'altra vecchia leggenda della WWE, Doink the Clown, riuscendo a sconfiggerlo e a trovare la prima vittoria contro le vecchie glorie. A fine match però, Slater viene a sorpresa messo al tappeto da un'altra leggenda del wrestling, ovvero Diamond Dallas Page. Nelle settimane successive viene sconfitto da altre leggende WWE, tra i cui Vader, Sycho Sid, Rikishi, Road Warrior Animal e infine da Lita.

#### 3MB (2012–2014)

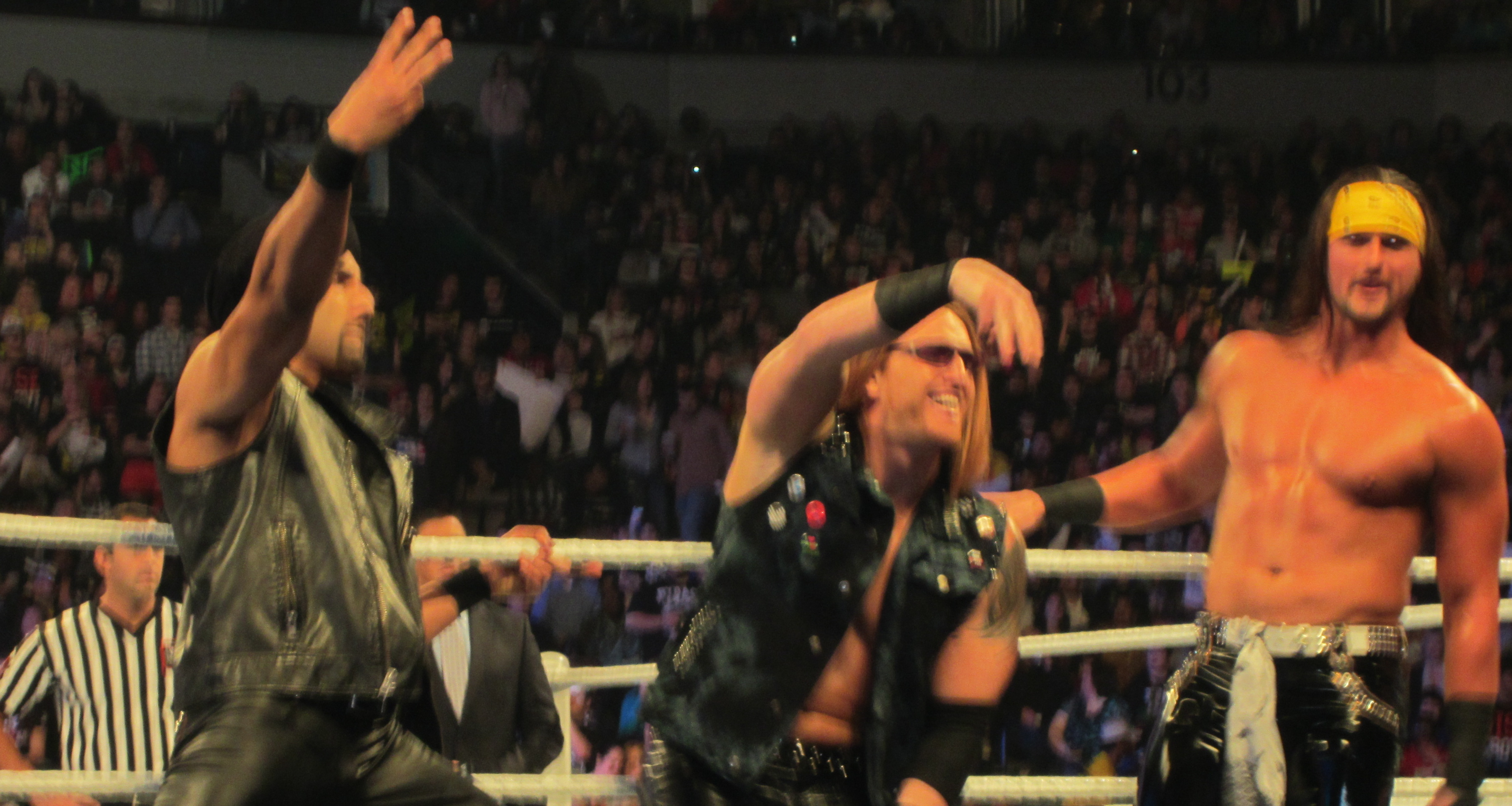
La 3MB nel febbraio del 2013

Nella puntata di SmackDown del 21 settembre, Slater ha un altro match con Brodus Clay che si conclude per vittoria per squalifica di Clay, quando Drew McIntyre, Jinder Mahal e lo stesso Slater attaccano Clay e, dopo il pestaggio, si alzano tutti e tre la mano in segno di alleanza. Qualche giorno dopo, su Twitter, i tre annunciano di aver formato ufficialmente una stable e che la stable si chiamerà 3 Men Band. Nell'ottobre 2012, la 3MB colleziona molte vittorie contro il Team Co-Bro (Santino Marella e Zack Ryder) e The Usos, grazie a delle scorrettezze. Al TLC pay-per-view, i 3MB subiscono la prima sconfitta per mano di The Miz, Alberto Del Rio e Brooklyn Brawler.

#### Varie alleanze (2014–2015)
Dopo il licenziamento di Drew McIntyre e Jinder Mahal (giugno 2014), Slater trova in Titus O'Neil il suo nuovo compagno di tag team. Dopo il tag team turmoil si separarono, visto che O'Neil si era riunito con Darren Young.
Nella puntata di Raw del 16 febbraio 2015, O'Neil ha compiuto un turn face riformando i Prime Time Players con Darren Young, concludendo così la sua alleanza con Slater. A WrestleMania 31, Slater ha partecipato alla seconda Battle Royal in memoria di André the Giant, la quale è stata vinta da Big Show. Slater è tornato nella puntata di Raw del 20 aprile, quando era a un catering, per poi subìre una RKO di Randy Orton attraverso un tavolo. nella puntata di Superstars del 28 maggio, Slater ha sconfitto Adam Rose ottenendo la sua prima vittoria nel 2015. Slater è apparso regolarmente a Superstars e Main Event perdendo contro Fandango, Neville, R-Truth e Zack Ryder.

#### Social Outcasts (2015–2016)

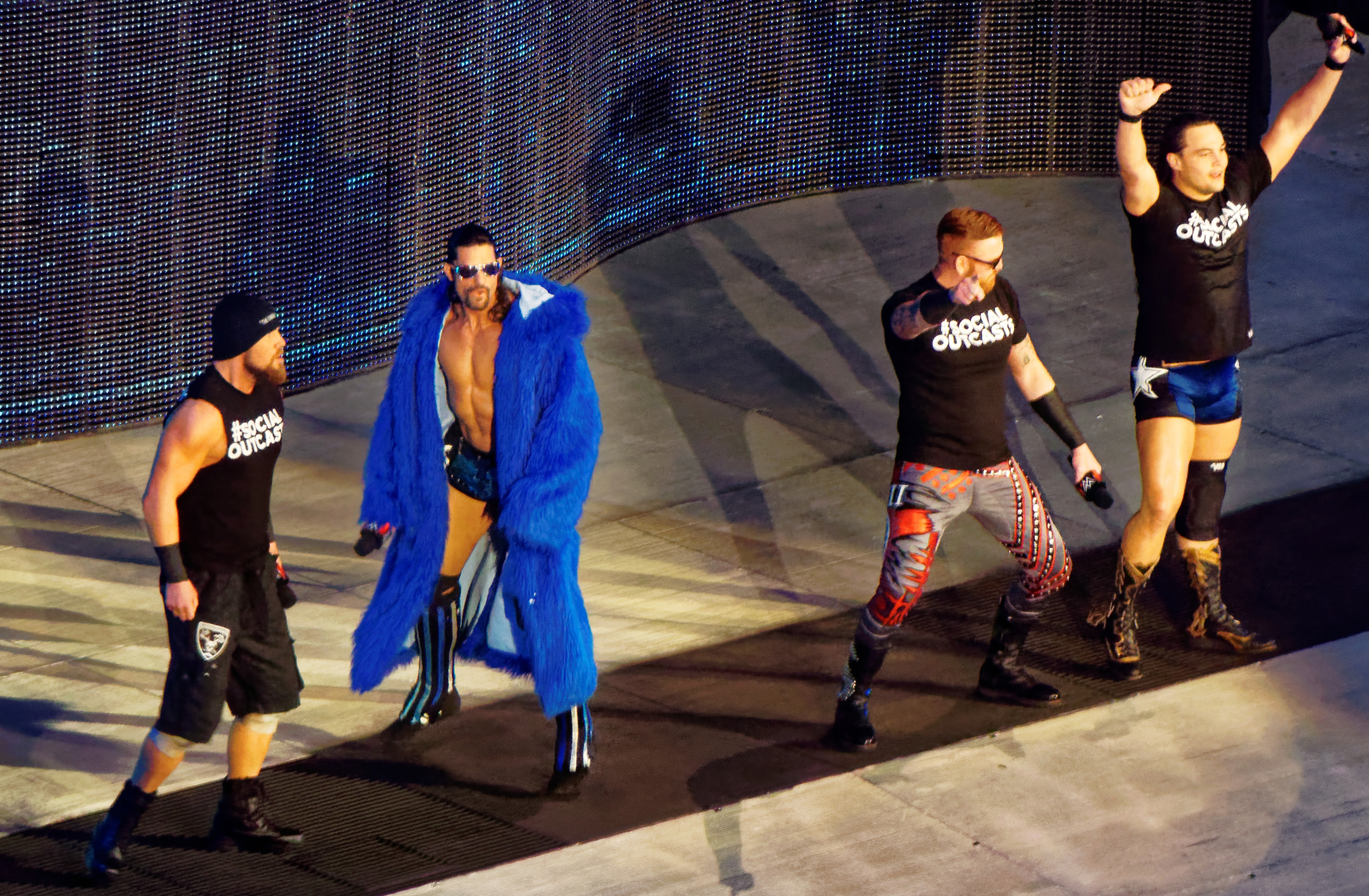
I Social Outcasts nel 2016 (da sinistra): Curtis Axel, Adam Rose, Heath Slater e Bo Dallas

Nella puntata di Raw del 4 gennaio 2016, Slater ha debuttato in una nuova stable composta oltre lui da, Adam Rose, Bo Dallas e Curtis Axel, chiamata The Social Outcasts. Slater ha poi sconfitto Dolph Ziggler dopo un'interferenza da parte dei suoi alleati. Nella puntata di Raw dell'11 gennaio hanno affrontato la Wyatt Family (Bray Wyatt, Luke Harper, Erick Rowan e Braun Strowman), ma il match è terminato in un no contest a causa dell'intervento di Ryback. Nella puntata di SmackDown del 14 gennaio hanno sconfitto Damien Sandow, Goldust, Jack Swagger e Zack Ryder, ma nella puntata di SmackDown del 5 febbraio Rose, Axel e Slater sono stati sconfitti dal New Day (Big E, Kofi Kingston e Xavier Woods). Nella puntata di Raw del 22 febbraio successiva a Fastlane Axel e Slater sono stati sconfitti da AJ Styles e Chris Jericho. I Social Outcasts hanno partecipato all'annuale André the Giant Memorial Battle Royal a WrestleMania 32 del 3 aprile ma sono stati tutti e quattro eliminati da Kane, Baron Corbin e Mark Henry. Nella puntata di Raw dell'11 aprile viene indetto un torneo per decretare gli sfidanti al WWE Tag Team Championship, detenuti dal New Day, e Axel e Slater affrontano ai quarti di finale gli Usos, venendo però sconfitti ed eliminati. Successivamente i Social Outcasts hanno intrapreso una breve faida contro il debuttante Apollo Crews ma sono stati sconfitti uno alla volta in vari match singoli.
Il 16 aprile 2016 Adam Rose è stato sospeso con effetto immediato per sessanta giorni in seguito alla violazione del WWE Wellness program. Nella puntata di Raw del 2 maggio i Social Outcasts hanno preso parte ad una 20-Man Battle Royal per decretare il contendente nº1 allo United States Championship detenuto da Kalisto ma sono stati tutti e quattro eliminati. Dopo un breve periodo di assenza, Axel, Slater e Dallas tornano nella puntata di Raw del 23 maggio dove vengono sconfitti da Big E e Kofi Kingston del New Day. Quello stesso giorno Rose è stato rilasciato dalla WWE, sancendo così la sua uscita dalla stable. I Social Outcasts sono intervenuti alla fine del match di Enzo Amore e Big Cass contro due jobber locali (vinto dai primi) nella puntata di Raw del 27 giugno. Nella puntata di Raw del 4 luglio Dallas, Slater e Axel si travestono da patrioti americani (in commemorazione del giorno dell'indipendenza) e, subito dopo, Dallas e Axel vengono sconfitti da Enzo Amore e Big Cass. Nella puntata di Raw dell'11 luglio Dallas, Slater e Axel hanno partecipato ad una Battle Royal per determinare il contendente nº1 all'Intercontinental Championship, detenuto da The Miz, ma sono stati eliminati.
Durante la Draft Lottery del 19 luglio Slater non è stato trasferito in nessun roster, il che ha sancito la fine dei Social Outcasts.

#### Alleanza con Rhyno (2016–2018)

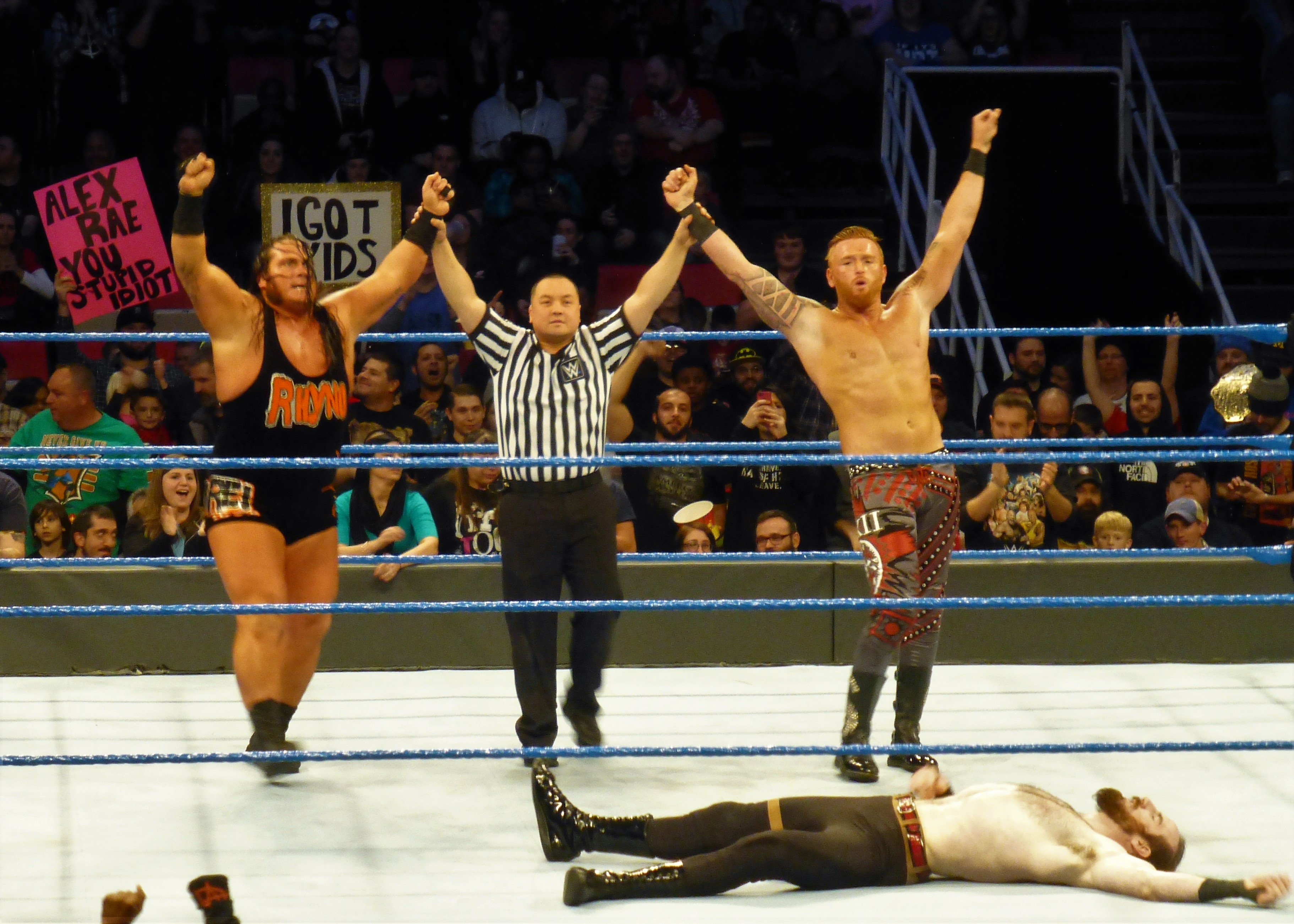
Heath Slater (a destra) con Rhyno (a sinistra) nel dicembre del 2016

Nella puntata di SmackDown del 26 luglio Slater è stato attaccato da Rhyno con la Gore mentre stava chiedendo al commissioner dello show blu, Shane McMahon, un posto fisso nel roster. Nella successiva puntata di SmackDown del 9 agosto Slater ha affrontato Rhyno in un match che lo avrebbe visto entrare a far parte del roster dello show blu, qualora avesse vinto, ma è stato sconfitto. Nella puntata di Raw del 1º agosto ottiene dal general manager Mick Foley l'opportunità di entrare a far parte dello show rosso, qualora avesse sconfitto il rientrante Jinder Mahal; tuttavia Slater è stato sconfitto in pochi istanti. Nella puntata di SmackDown del 16 agosto a Slater è stata offerta la possibilità di diventare un wrestler dello show blu in caso di vittoria contro Randy Orton; Slater ha vinto per squalifica dopo che The Viper lo ha brutalmente attaccato durante l'incontro, ma mentre veniva medicato nel backstage il general manager Daniel Bryan ed il commissioner Shane McMahon, approfittando della sua condizione, gli portano via il contratto prima che possa firmarlo. Decide così, nella puntata seguente di SmackDown, di prendere parte al torneo organizzato per decretare i nuovi WWE SmackDown Tag Team Champions, ma Daniel Bryan e Shane McMahon gli fanno notare che non fa ancora parte del roster e non ha un compagno. Dopo aver cercato invano di convincere prima l'Intercontinental Champion The Miz e poi Arn Anderson, Slater viene avvicinato da Rhyno, che gli propone di diventare suo alleato: Slater accetta e i due formano così una coppia, effettuando un turn-face. Nella puntata di SmackDown del 27 agosto Slater e Rhyno hanno affrontato e sconfitto nei quarti di finale gli Headbangers (Mosh e Thrasher). Nella puntata di SmackDown del 6 settembre Rhyno e Slater hanno sconfitto gli Hype Bros (Mojo Rawley e Zack Ryder) in semifinale, qualificandosi dunque per la finale del torneo a Backlash. Nella finale del torneo Slater e Rhyno hanno affrontato gli Usos (Jey Uso e Jimmy Uso), riuscendo a sconfiggerli e diventando WWE SmackDown Tag Team Champions per la prima volta. A seguito di questa vittoria, inoltre, Slater è entrato ufficialmente a far parte del roster di SmackDown. Nella puntata di SmackDown del 13 settembre Slater e Rhyno hanno difeso con successo i titoli contro gli Ascension (Konnor e Viktor). Nella puntata di Main Event del 22 settembre Slater e Rhyno hanno sconfitto i Breezango (Fandango e Tyler Breeze) in un match non titolato. Nella puntata di SmackDown del 27 settembre gli Heath Slater, Rhyno e gli American Alpha sono stati sconfitti dagli Usos e dagli Ascension. Nella puntata di Main Event del 5 ottobre Slater e Rhyno hanno sconfitto nuovamente gli Ascension in un match non titolato. Il 9 ottobre a No Mercy Slater e Rhyno hanno difeso con successo i titoli contro gli Usos. Nella puntata di SmackDown del 18 settembre Rhyno, Slater e l'Intercontinental Champion Dolph Ziggler sono stati sconfitti dalla Spirit Squad (Kenny e Mikey) e The Miz. Nella puntata di SmackDown del 25 ottobre Slater e Rhyno hanno difeso con successo i titoli contro la Spirit Squad. Nella puntata di Main Event del 4 novembre Slater e Rhyno hanno sconfitto i Breezango in un match non titolato. Il 20 novembre a Survivor Series Slater e Rhyno hanno preso parte al 10-on-10 Traditional Survivor Series Tag Team Elimination match come parte del Team SmackDown contro il Team Raw, ma sono stati eliminati da Enzo Amore e Big Cass, mentre il Team Raw ha vinto l'incontro. Il 4 dicembre a TLC: Tables, Ladders & Chairs Slater e Rhyno hanno perso i titoli contro Bray Wyatt e Randy Orton della Wyatt Family dopo 84 giorni di regno. Nella puntata di SmackDown del 6 dicembre Slater e Rhyno sono stati sconfitti da Wyatt e Orton nel rematch titolato di TLC. Nella puntata di SmackDown del 13 dicembre Slater e Rhyno hanno partecipato ad una Battle royal che comprendeva anche gli American Alpha (Chad Gable e Jason Jordan), i Vaudevillains (Aiden English e Simon Gotch), gli Ascension, i Breezango e gli Hype Bros ma sono stati eliminati, mentre gli Hype Bros si sono aggiudicati la contesa, diventando i contendenti nº1 al WWE SmackDown Tag Team Championship. Slater ha inavvertitamente e involontariamente eliminato Rhyno, mentre lo stesso Slater è stato eliminato da Konnor degli Ascension. Nella puntata di SmackDown del 27 dicembre Slater e Rhyno hanno affrontato la Wyatt Family (rappresentata da Luke Harper e Randy Orton), gli Usos e gli American Alpha in un Four Corners Elimination match per il WWE SmackDown Tag Team Championship ma sono stati eliminati dagli Usos, mentre gli American Alpha si sono aggiudicati la contesa e il titolo. Nella puntata di SmackDown del 24 gennaio 2017 Slater ha partecipato ad una Battle Royal per guadagnare un posto nel Royal Rumble match del 2017 ma è stato eliminato da Konnor. Nella puntata di SmackDown del 7 febbraio gli American Alpha, i Breezango e Heath Slater e Rhyno sono stati sconfitti dagli Ascension, gli Usos e i Vaudevillains. Il 12 febbraio, ad Elimination Chamber, Heath Slater e Rhyno hanno partecipato ad un Tag Team Turmoil match per il WWE SmackDown Tag Team Championship ma, dopo aver eliminato i Breezango e i Vaudevillains, sono stati eliminati dagli Usos. Nella puntata di SmackDown del 28 marzo Heath Slater, Rhyno, Mojo Rawley e gli American Alpha hanno sconfitto Dolph Ziggler, i Breezango e gli Usos. Il 2 aprile, nel Kick-off di WrestleMania 33, Slater ha partecipato all'annuale André the Giant Memorial Battle Royal ma è stato eliminato da Braun Strowman.
Con lo Shake-up del 10 aprile Slater è stato trasferito nel roster di Raw, e con lui anche Rhyno. Nella puntata di Raw del 1º maggio Slater è stato sconfitto da Apollo Crews. Nella puntata di Raw dell'8 maggio Slater e Rhyno hanno partecipato ad un Tag Team Turmoil match per determinare i contendenti n°1 al Raw Tag Team Championship degli Hardy Boyz (Jeff Hardy e Matt Hardy) ma sono stati eliminati da Cesaro e Sheamus. Nella puntata di Main Event del 26 maggio Slater e Rhyno hanno sconfitto Curt Hawkins e Curtis Axel. Nella puntata di Main Event del 2 giugno Slater e Rhyno hanno sconfitto Curt Hawkins e Bo Dallas. Nella puntata di Raw del 5 giugno Slater e Rhyno sono stati sconfitti dai Raw Tag Team Champions Cesaro e Sheamus. Nella puntata di Raw del 12 giugno Slater e Rhyno hanno sconfitto l'Intercontinental Champion The Miz e The Bear grazie all'intervento di Dean Ambrose (che era nascosto sotto il costume da orso). Nella puntata di Raw del 26 giugno Slater, Rhyno e Dean Ambrose sono stati sconfitti da The Miz, Bo Dallas e Curtis Axel. Nella puntata di Raw del 3 luglio Slater ha affrontato The Miz per l'Intercontinental Championship ma è stato sconfitto, fallendo l'assalto al titolo. Il 9 luglio, a Great Balls of Fire, Slater ha sconfitto Curt Hawkins. Nella puntata di Main Event del 21 luglio Slater e Rhyno sono stati sconfitti da Luke Gallows e Karl Anderson. Nella puntata di Main Event del 25 agosto Slater ha sconfitto Curt Hawkins. Nella puntata di Raw del 4 settembre Slater e Rhyno sono stati sconfitti da Cesaro e Sheamus. Nella puntata di Main Event del 21 settembre Slater ha sconfitto Dash Wilder. Nella puntata di Main Event del 5 ottobre Slater ha sconfitto nuovamente Dash Wilder. Nella puntata di Main Event del 12 ottobre Slater e Rhyno hanno sconfitto Curt Hawkins e Dash Wilder. Nella puntata di Raw del 30 ottobre Slater e Rhyno hanno sconfitto Luke Gallows e Karl Anderson in un All Hallows' Eve Trick or Street Fight. Nella puntata di Main Event del 10 novembre Slater e Rhyno sono stati sconfitti da Luke Gallows e Karl Anderson. Nella puntata di Main Event del 24 novembre Slater ha sconfitto Curt Hawkins. Nella puntata di Main Event del 6 dicembre Slater e Rhyno sono stati sconfitti da Luke Gallows e Karl Anderson. Nella puntata di Raw del 18 dicembre Slater e Rhyno sono stati sconfitti dai Revival (Dash Wilder e Scott Dawson). Nella puntata di Raw del 25 dicembre Slater è stato pesantemente sconfitto da Kane. Nella puntata di Raw del 1º gennaio 2018 Slater e Rhyno sono stati pesantemente sconfitti da Braun Strowman in un 2-on-1 Handicap match. Nella puntata di Raw del 15 gennaio Slater è stato sconfitto da Matt Hardy. Nella puntata speciale di Raw 25th Anniversary del 22 gennaio il match tra Slater e Rhyno contro il Titus Worldwide (Apollo Crews e Titus O'Neil) è terminato in no contest; in seguito, i Dudley Boyz (Bubba Ray Dudley e D-Von Dudley) sono entrati sul ring attaccando Slater con la loro 3D. Il 28 gennaio, alla Royal Rumble, Slater ha partecipato all'omonimo match entrando col numero 5 ma è stato eliminato da Bray Wyatt. Nella puntata di Raw del 29 gennaio Slater e Rhyno sono stati sconfitti dai Revival. Nella puntata di Main Event del 14 febbraio Slater ha sconfitto Curt Hawkins. Nella puntata di Main Event del 21 febbraio Slater e Rhyno sono stati sconfitti dai Revival. Nella puntata di Raw del 12 marzo Slater e Rhyno hanno partecipato ad una Battle Royal per determinare i contendenti n°1 al Raw Tag Team Championship di Cesaro e Sheamus ma sono stati eliminati da Braun Strowman. Nella puntata di Main Event del 21 marzo Slater ha sconfitto Curt Hawkins. Nella puntata di Raw del 2 aprile Slater è stato sconfitto da Elias. L'8 aprile, nel Kick-off di WrestleMania 34, Slater ha partecipato all'annuale André the Giant Memorial Battle Royal ma è stato eliminato da Baron Corbin. Nella puntata di Raw del 9 aprile Slater e Rhyno sono stati sconfitti dai debuttanti Authors of Pain (Akam e Rezar). Nella puntata di Raw del 16 aprile Slater e Rhyno sono stati sconfitti nuovamente dagli Authors of Pain. Il 27 aprile, a Greatest Royal Rumble, Slater ha partecipato al Royal Rumble match a 50 uomini entrando col numero 36 ma è stato eliminato da Braun Strowman. Nella puntata di Raw del 7 maggio Slater e Rhyno sono stati sconfitti da Dolph Ziggler e Drew McIntyre. Nella puntata di Raw del 4 giugno Slater e Rhyno hanno partecipato ad una Tag Team Battle Royal per determinare i contendenti n°1 al Raw Tag Team Championship di Bray Wyatt e Matt Hardy ma sono stati eliminati per ultimi dal B-Team (Bo Dallas e Curtis Axel), i quali si sono aggiudicati la contesa. Nella puntata di Raw dell'11 giugno Slater e Rhyno sono stati sconfitti dal B-Team. Nella puntata di Raw del 18 giugno Slater e Rhyno sono stati sconfitti dai Raw Tag Team Champions Bray Wyatt e Matt Hardy.

#### Varie faide (2018–2020)
Nella puntata di Raw del 3 dicembre 2018 Slater ha sconfitto Rhyno in un match in cui il perdente sarebbe stato licenziato (kayfabe). Successivamente, il General Manager Baron Corbin ha nominato Slater arbitro per aiutarlo durante i suoi match. Dopo la sconfitta di Corbin il 16 dicembre a TLC: Tables, Ladders & Chairs contro Braun Strowman, egli ha perso ogni potere come General Manager, e nella successiva puntata di Raw del 17 dicembre Slater ha arbitrato il 4-on-1 Handicap No Disqualification match fra Corbin e Apollo Crews, Bobby Roode, Chad Gable e Kurt Angle (in cui se Corbin avesse vinto avrebbe acquisito nuovamente i suoi poteri come General Manager); dopo la sconfitta di Corbin, Slater ha abbandonato il suo ruolo da arbitro.
Nella puntata di Raw del 24 giugno 2019 Slater avrebbe dovuto affrontare Mojo Rawley ma, poco dopo, ha schienato il sopraggiunto R-Truth conquistando il 24/7 Championship, ma lo ha subito perso contro Cedric Alexander.
Per effetto del Draft, il 13 ottobre 2019 Slater è passato al roster di SmackDown. Il 31 ottobre, a Crown Jewel, Slater ha partecipato ad una Battle Royal per determinare lo sfidante di AJ Styles per lo United States Championship più avanti nella serata ma è stato eliminato da Erick Rowan. Dopo una lunga assenza, Slater è tornato nella puntata di SmackDown del 7 febbraio 2020 dov'è stato pesantemente sconfitto da Daniel Bryan. Nella puntata di SmackDown del 21 febbraio Slater è stato nuovamente sconfitto da Daniel Bryan.
Il 15 aprile Slater è stato rilasciato dalla WWE. Nella puntata di Raw del 6 luglio Slater ha fatto un'ultima apparizione in WWE, richiamato da Dolph Ziggler, per affrontare il WWE Champion Drew McIntyre (suo ex-compagno nei 3MB) in un match non titolato, venendo sconfitto in poco tempo e riconciliandosi poco dopo con il suo vecchio amico.

### Impact Wrestling (2020–presente)
Il 18 luglio 2020 Miller, debuttando come Heath, è apparso a Impact Wrestling durante Slammiversary XVIII auto-proclamandosi un free-agent prima di venir insultato da Rohit Raju, il quale è stato poi attaccato da Heath. Nella puntata di Impact del 4 agosto Heath ha sfidato Moose per l'Impact World Championship ma è stato sconfitto.

## Personaggio

### Mosse finali
- Heath Miller
  - Miller's Crossing (Hangman's neckbreaker)
- Heath Slater
  - Belly-to-belly facebuster – 2012
  - E-Minor (Inverted DDT) – 2011–2012
  - Jumping sleeper slam – 2010–2012
  - Overdrive – 2012
  - Slingshot corkscrew splash – 2013–2014
  - Smash It (Impaler DDT) – 2012–2020
  - Snapmare driver – 2012
  - Sweetness (Jumping Russian legsweep o Leaping reverse STO) – 2010–2011

### Soprannomi
- "Handsome"
- "Hottest Free Agent in Sports-Entertainment"
- "One Man Band"
- "Thriller"

### Musiche d'ingresso
- Wild & Young degli American Bang (usata a NXT insieme agli altri rookie)
- Just Close Your Eyes degli Story of the Year (usata insieme a Christian)
- We Are One dei 12 Stones (usata come membro del Nexus)
- End of the Days di Jim Johnston (usata come membro del Corre)
- Black or White dei Bleeding in Stereo (usata in coppia con Justin Gabriel; in seguito diventata musica di ingresso del solo Slater).
- South Bound di Jimmy Norman
- One Man Band di Jim Johnston
- More Than One Man di Jim Johnston (2013–2014; usata come membro dei 3MB e successivamente nella competizione singola)
- More Than One Man (con Just One Man come introduzione) di Jim Johnston (2015–2020)
- Outcast dei CFO$ (2016; usata come membro dei Social Outcasts)

## Titoli e riconoscimenti
- Figure Wrestling Federation
  - FWF Interstate Championship (1)

- Florida Championship Wrestling
  - FCW Florida Heavyweight Championship (1)
  - FCW Florida Tag Team Championship (1) – con Joe Hennig
  - FCW Southern Heavyweight Championship (1)

- Georgia Championship Wrestling
  - GCW Columbus Championship (1)

- Impact Wrestling
  - Impact World Tag Team Championship (1) – con Rhino
  - Moment of the Year (2020) per il debutto a Slammiversary XVIII

- Insane Wrestling Revolution
  - IWR World Tag Team Championship (1) – con Rhino

- Pro Wrestling Illustrated
  - Feud of the Year (2010) Nexus vs. WWE
  - Most Hated Wrestler of the Year (2010) come membro del Nexus
  - 66º tra i 500 migliori wrestler singoli nella PWI 500 (2011)

- Rolling Stone
  - 7º tra i 10 migliori wrestler dell'anno (2016)

- Squared Circle Expo
  - SCX Tag Team Championship (1) – con Rhino

- WWE
  - WWE 24/7 Championship (1)
  - WWE SmackDown Tag Team Championship (1) – con Rhyno
  - WWE Tag Team Championship (3) – con Justin Gabriel
  - WWE SmackDown Tag Team Championship Tournament (2016) – con Rhyno
  - Slammy Award (1)
    - Shocker of the Year (2010) - debutto del Nexus

- Xtreme Intense Championship Wrestling
  - XICW Tag Team Championship (1) – con Rhino

## Filmografia
- Presa mortale 5 - Scontro letale (The Marine 5: Battleground), regia di James Nunn (2017)